# (132798) Kürti
(132798) Kürti, désignation internationale (132798) Kurti, est un astéroïde de la ceinture principale.

## Description
(132798) Kürti est un astéroïde de la ceinture principale. Il fut découvert le 8 août 2002 à l'Observatoire Palomar par le programme NEAT. Il présente une orbite caractérisée par un demi-grand axe de 2,57 UA, une excentricité de 0,09 et une inclinaison de 4,6° par rapport à l'écliptique.
Il est nommé d'après l'astronome amateur slovaque Stefan Kürti.

## Compléments